# Исмаил Ширин-бей
Исмаил Хусейн Ширин Бей (17 октября 1919, Александрия — 14 июня 1994, там же) — египетский дипломатический и государственный деятель, последний военный и морской министр Королевства Египет (22-23 июля 1952), полковник. Почётный фельдмаршал.

## Биография
Представитель династии Мухаммада Али. Старший сын Хусейна Ширина Бея и его жены, принцессы Амины Бихруз Ханум Эффенди. Его дядя был губернатором Каира.
Обучался в колледже Виктории в Александрии, Большом Честерфилдском колледже и Тринити-колледже в Кембридже. Изучал политическую экономику.
Вернувшись на родину, занимал различные государственные посты. Работал в Национальном банке Bank El Ahly El Masry. Позже, стал армейским офицером. Участник Второй мировой войны и Арабо-израильской войны (1947—1949).
Благодаря прекрасному знанию английского языка с 1948 году участвовал в дипломатических переговорах.
Член делегации Египта в Родосе. В 1948 году служил секретарём египетской делегации в Организации Объединенных Наций. Затем служил адъютантом своего родственника короля Фарука I.
В феврале 1949 года был членом делегации Египта на переговорах по перемирию с Израилем.
В 1949 году назначен пресс-офицером кабинета министров.
Со временем стал полковником, заместителем главнокомандующего. В июле 1952 года один день занимал кресло министра обороны Египта.

## Семья
28 марта 1949 года во дворце Коуба в Каире состоялась свадьба Исмаила Ширина и египетской принцессы Фавзии Фуад, которая в первом браке была женой шаха Ирана Мохаммеда Реза Пехлеви, получившей, таким образом, титул королевы Ирана.
После свадьбы они жили в поместье, принадлежащем принцессе, в Маади, Каир и на вилле в Семухе, Александрия.
У них было двое детей, дочь и сын:
- Надия Ханум (19 декабря 1950 года, Каир[7]
- Хусейн Ширин Эффенди (род. 1955)